# Bölkow Bo 103
Il Bölkow Bo 103 era un elicottero leggero sperimentale monomotore a pistoni con rotore ad un'unica pala controbilanciata, realizzato dall'azienda tedesca Bölkow- Entwicklungen KG nel 1961.

## Storia

### Sviluppo
Nel 1961 il Bundesverteidigungsministerium, il Ministero della difesa dell'allora Repubblica Federale Tedesca, emanò una specifica nell'ambito di un programma di ricerca finalizzato allo sviluppo del successore del Bölkow Bo 102 Heli-Trainer.
La ricerca verteva sull'utilizzo di nuovi materiali per la realizzazione delle pale del rotore, che nel caso del nuovo elicottero adottarono una combinazione tra un polimero e la fibra di vetro, finalizzata al miglioramento delle prestazioni e qualità del volo.
Il prototipo venne portato in volo per la prima volta il 9 settembre 1961, fornendo ottime impressioni, ed in seguito presentato al pubblico in occasione del Luftfahrtschau (manifestazione aerea) di Hannover del 1962.
La possibilità di una fornitura alla Bundeswehr nel ruolo di ricognitore e nella cooperazione sfumò per il sopraggiunto disinteresse dimostrato per un elicottero monoposto ed il suo sviluppo venne interrotto.

## Descrizione tecnica
Il Bo 103 era costituito fondamentalmente da un impianto motore montato su un telaio a struttura tubolare metallica monotrave che comandava il rotore principale, caratteristica peculiare per l'adozione di un rotore dotato di una sola pala equilibrata da un elemento non portante, e di il rotore anticoppia posto all'estremità posteriore.

## Esemplari attualmente esistenti
L'unico esemplare costruito è conservato ed esposto al pubblico presso il Deutsches Museum di Bückeburg, piccolo centro nei pressi di Schaumburg, nella Bassa Sassonia (Germania).